# Estádio da Várzea
Das Estádio da Várzea ist ein Fußballstadion in Praia auf der kapverdischen Insel Santiago. Es wird gegenwärtig überwiegend für Fußballspiele genutzt. Das Stadion bietet 8000 Zuschauern auf zwei Tribünen an den Längsseiten Platz.
Mehrere Mannschaften aus Praia, darunter die Erstligisten Sporting Praia, Boavista Praia und CD Travadores tragen hier ebenso ihre Heimspiele aus, wie die kapverdische Fußballnationalmannschaft. Seit der Eröffnung des Estádio Nacional de Cabo Verde mit 15.000 Plätzen im Jahr 2014 werden die Partien der Nationalelf hauptsächlich dort ausgetragen.

## Galerie

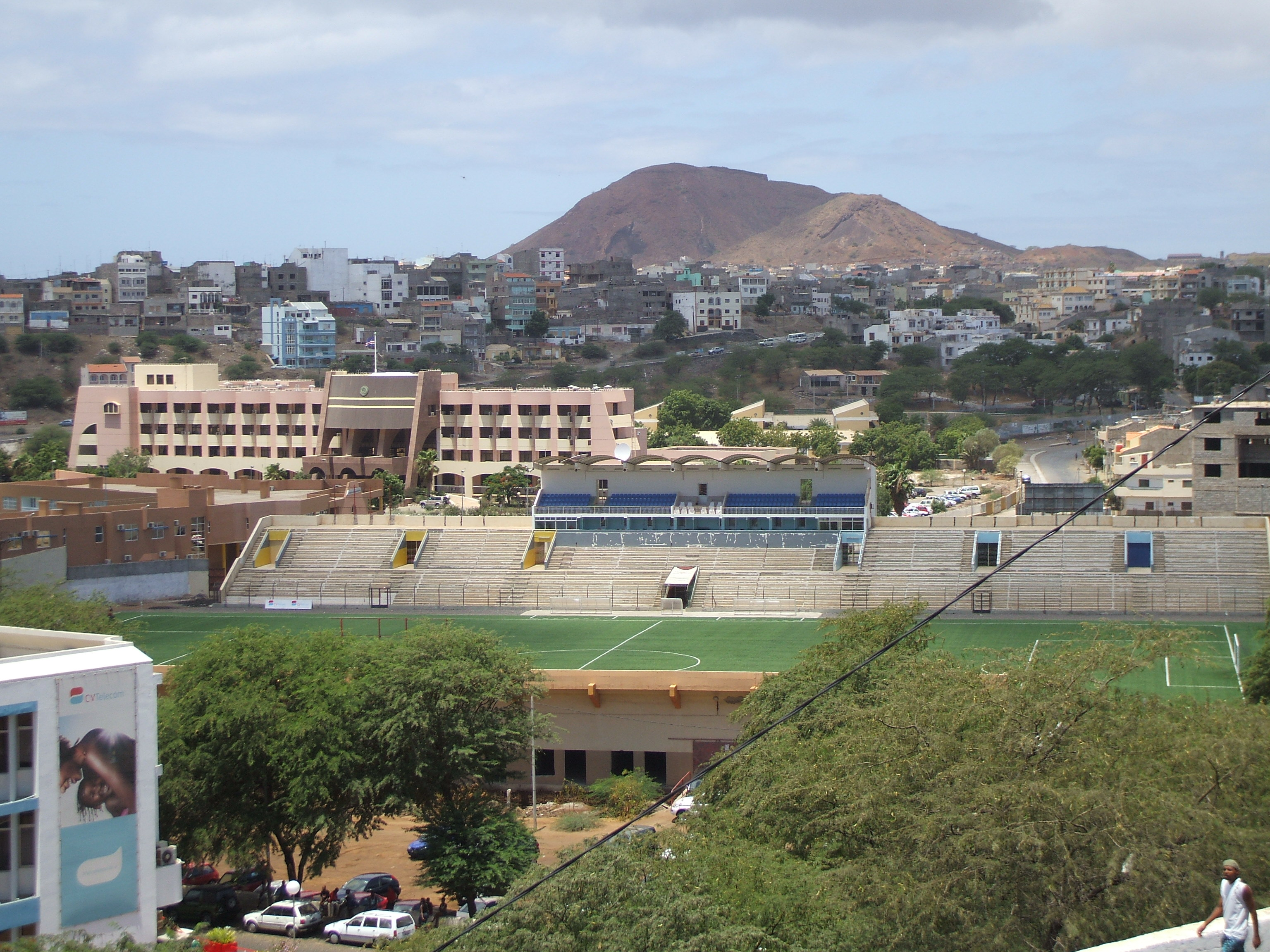
Das Stadion im August 2007
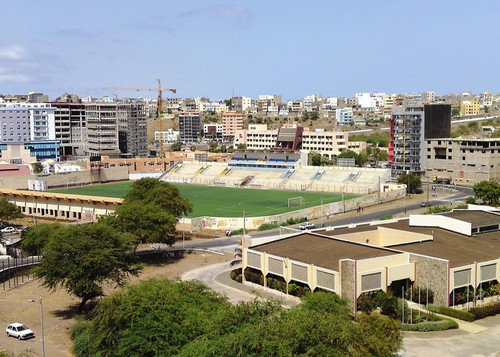
Das Stadion 2010
Haupteingang zum Stadion (Februar 2012)